# Scud (Regisseur)

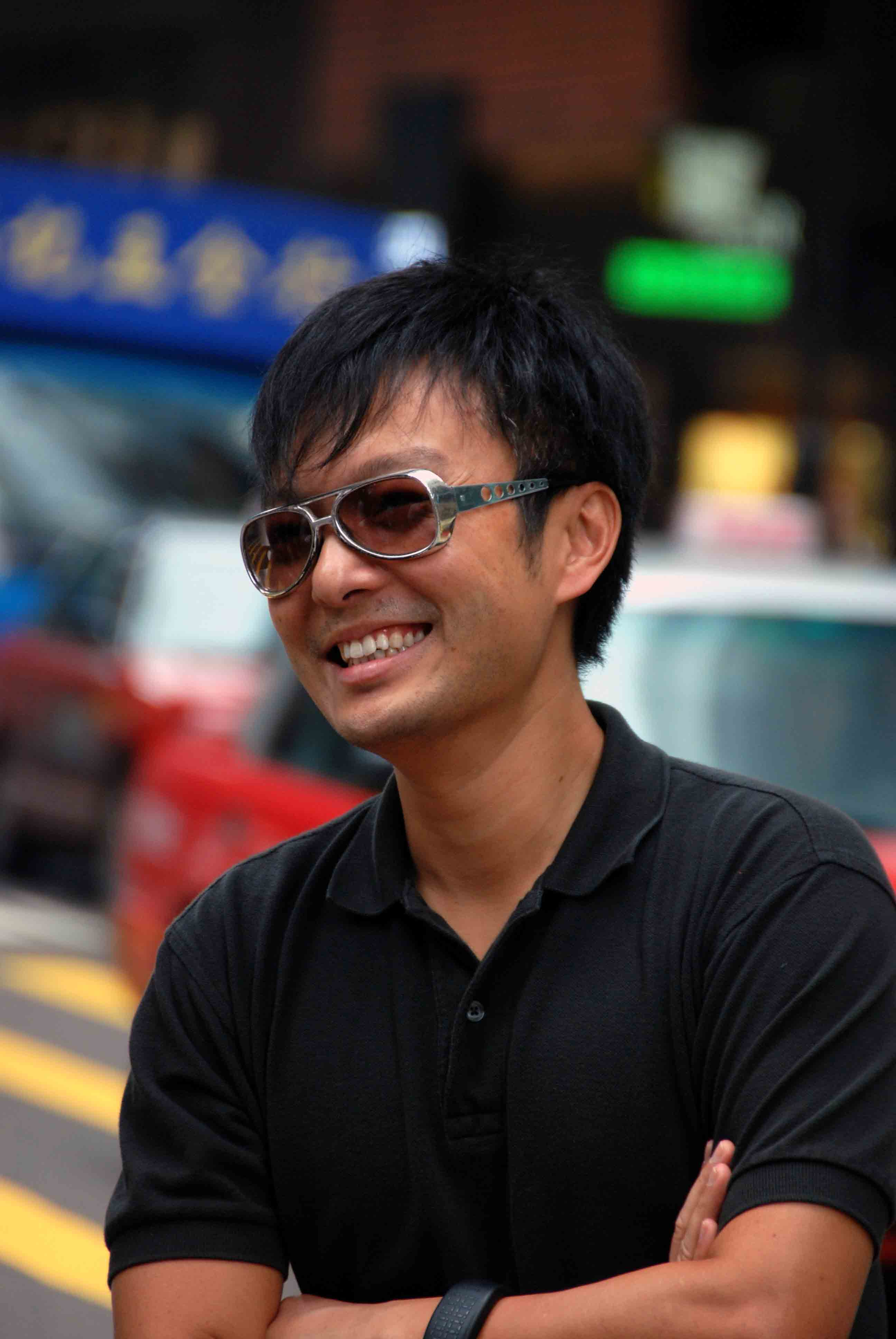
Scud im Jahr 2008

Scud (* 20. März 1967 in Guangzhou, China; bürgerlich Danny Cheng Wan-Cheung, chinesisch 雲翔) ist ein Hongkonger Filmproduzent, Drehbuchautor und Filmregisseur. Er sagt, er habe den Namen "Scud" in Anlehnung an seinen chinesischen Namen gewählt, der auf Englisch "Scudding Clouds" bedeutet. 

## Leben und Werk
Scud wurde von seiner Großmutter in China aufgezogen, bevor er im Alter von 13 Jahren nach Hongkong zog. Nach einer 20-jährigen Karriere im IT-Bereich gründete er ein börsennotiertes Unternehmen und erwarb einen Bachelor-Abschluss durch ein Teilzeitstudium an der Open University of Hong Kong. Im Jahr 2001 zog er nach Australien, um sich dort dauerhaft niederzulassen. Im Jahr 2005 kehrte er nach Hongkong zurück und gründete die Produktionsfirma Artwalker Limited. 
In seinen Filmen setzt er sich mit Tabuthemen des Hongkonger Kinos auseinander, darunter gleichgeschlechtliche Beziehungen und Drogenkonsum. Sein Filmstil verzichtet auf Zynismus oder düsteren Realismus und setzt eher auf die Akzeptanz der von seinen Figuren getroffenen Lebensentscheidungen als auf die Suche nach Lösungen. Scud hat Pier Paolo Pasolini, Yukio Mishima, Pedro Almodovar und Peter Greenaway als Regisseure genannt, die seine Arbeit beeinflusst haben. Sein Motto ist: "Der Penis hat uns das Leben geschenkt, die Brüste haben uns genährt, wenn diese als obszön gelten, ist kein Teil von uns unschuldig."

## Filmografie
- 2008: City Without Baseball
- 2009: Permanent Residence
- 2010: Amphetamine
- 2011: Love Actually... Sucks!
- 2013: Voyage
- 2015: Utopians
- 2017: Thirty Years of Adonis
- 2022: Apostles
- 2023: Bodyshop
- 2024: Naked Nation: Hong Kong Tribe

## Auszeichnungen
Internationale Filmfestspiele Berlin 2010
- 2010 Teddy Award Nominierung für Amphetamine[4]
- 2008 Taiwan Film Critics Society Awards für City Without Baseball